# Harbutowice (województwo małopolskie)
Harbutowice – wieś w Polsce, położona w województwie małopolskim, w powiecie myślenickim, w gminie Sułkowice w dolinie Harbutówki.
W latach 1954–1968 wieś należała i była siedzibą władz gromady Harbutowice, po jej zniesieniu w gromadzie Sułkowice. W latach 1975–1998 w województwie krakowskim.

## Położenie
Harbutowice leżą w dolinie Harbutówki, na granicy dwóch mezoregionów geograficznych. Południowo-wschodnie zbocza doliny Harbutówki to stoki Pasma Babicy zaliczanego do Beskidu Makowskiego, północno-zachodnie to Wzgórza Lanckorońskie zaliczane do Pogórza Wielickiego. Zachodnia granica Harbutowic biegnie w okolicach Przełęczy Sanguszki, drogą nr 956. Miejscowość sąsiaduje z: Sułkowicami, Jasienicą, Trzebunią, Bieńkówką, Baczynem i Palczą.

## Nazwa
Harbutowice już od XIV w. kilkukrotnie zmieniały swoją nazwę.
| Rok        | Nazwa            |
| ---------- | ---------------- |
| 1327       | Erbordi Villa    |
| 1346       | Herbordi Villa   |
| 1350–1351  | Cherborthi Villa |
| 1396       | de Harbotouicz   |
| 1419       | Herbortowicze    |
| 1443       | Harborthouicze   |
| 1446       | Harbolthouicze   |
| 1464       | Herbulthowicze   |
| 1542       | Harbulthouicze   |
| i wreszcie | Harbutowice      |

Znaczenie nazwy można wytłumaczyć przy pomocy łaciny: herby – źdźbło, trawa, darń, zasiew, ziele, roślina herbesco – puszczać źdźbła, wschodzić; herbosus – obfity w trawę; villa – dwór wiejski, dobra wiejskie, wieś (zob. Słownik łacińsko-polski, Warszawa 1988). Zatem z dużą dozą prawdopodobieństwa wytłumaczymy nazwę Harbutowice: wieś obfita w rośliny.

## Integralne części wsi
| przysiółek | Kozówka |
| części wsi | Banasiówka, Bargłówka, Batorówka, Bogdałówka, Budzoniówka, Chalabówka, Chodników, Czoskówka, Celakówka, Drągówka, Dziurówka, Filipówka, Gacorówka, Golankówka, Guzikówka, Harnikówka, Jaworze, Kaniówka, Kijówka, Kluzikówka, Końcówka, Kozakówka, Kudówka, Latoniówka, Lebiedówka, Madejówka, Mertówka, Młynarzówka, Pagórek, Pukówka, Ruskówka, Spyrlówka, Szczerbakówka, Tondyrówka, Witkówka |

## Zabytki
Obiekt wpisany do rejestru zabytków nieruchomych województwa małopolskiego:
- Kościół parafialny pw. Najświętszego Imienia Maryi i św. Michała Archanioła, otoczenie

## Ludzie związani z Harbutowicami
Bruno Wyrobisz – kapłan rzymskokatolicki diecezji łuckiej na Wołyniu, społecznik, działacz oświatowy, w latach 1947–1952 dyrektor złożonej przez siebie szkoły w Harbutowicach, w latach 1947–1960 administrator tutejszej parafii.

## Religia
- Parafia Najświętszego Imienia Maryi w Harbutowicach

## Atrakcje turystyczne
W Harbutowicach jest wiele atrakcji turystycznych:
- na Przełęczy Sanguszki stoi pomnik upamiętniający E.S. Sanguszkę, inicjatora budowy drogi z Harbutowic do Palczy przez tę przełęcz;
- po północnej stronie Przełęczy Sanguszki jest miejsce upamiętniające konfederatów barskich, którzy 23 maja 1771 r. stoczyli w jej okolicy bitwę z armia rosyjską generała Aleksandra Suworowa. Jest to bitwa pod Grobami. Poległo w niej ok. 300 konfederatów[12];
- konfederatów barskich poległych w bitwie pod Grobami pochowano na wzgórzu Groby. Jest tam obecnie kaplica pw. św. Michała;
- poniżej Przełęczy Sanguszki tuż przy drodze wojewódzkiej nr 956 znajduje się odrestaurowana kamienna studnia z 1912 r.[13];
- na stokach Pasma Babicy rosną szacowane na 600 do 2000 lat Cisy Raciborskiego;
- Rezerwat przyrody Las Gościbia;
- podczas II wojny światowej Harbutowice były punktem ruchu oporu. W 1944 r. były miejscem zimowego obozu oddziału „Surowiec” 23 Dywizji AK okręgu śląskiego, dowodzonego przez kpt. Gerarda Woźnicę ps. „Hardy”;
- we wsi działa Stacja Narciarska Szklana Góra Ski na północno-zachodnich zboczach Szklanej Góry.

## Galeria zdjęć

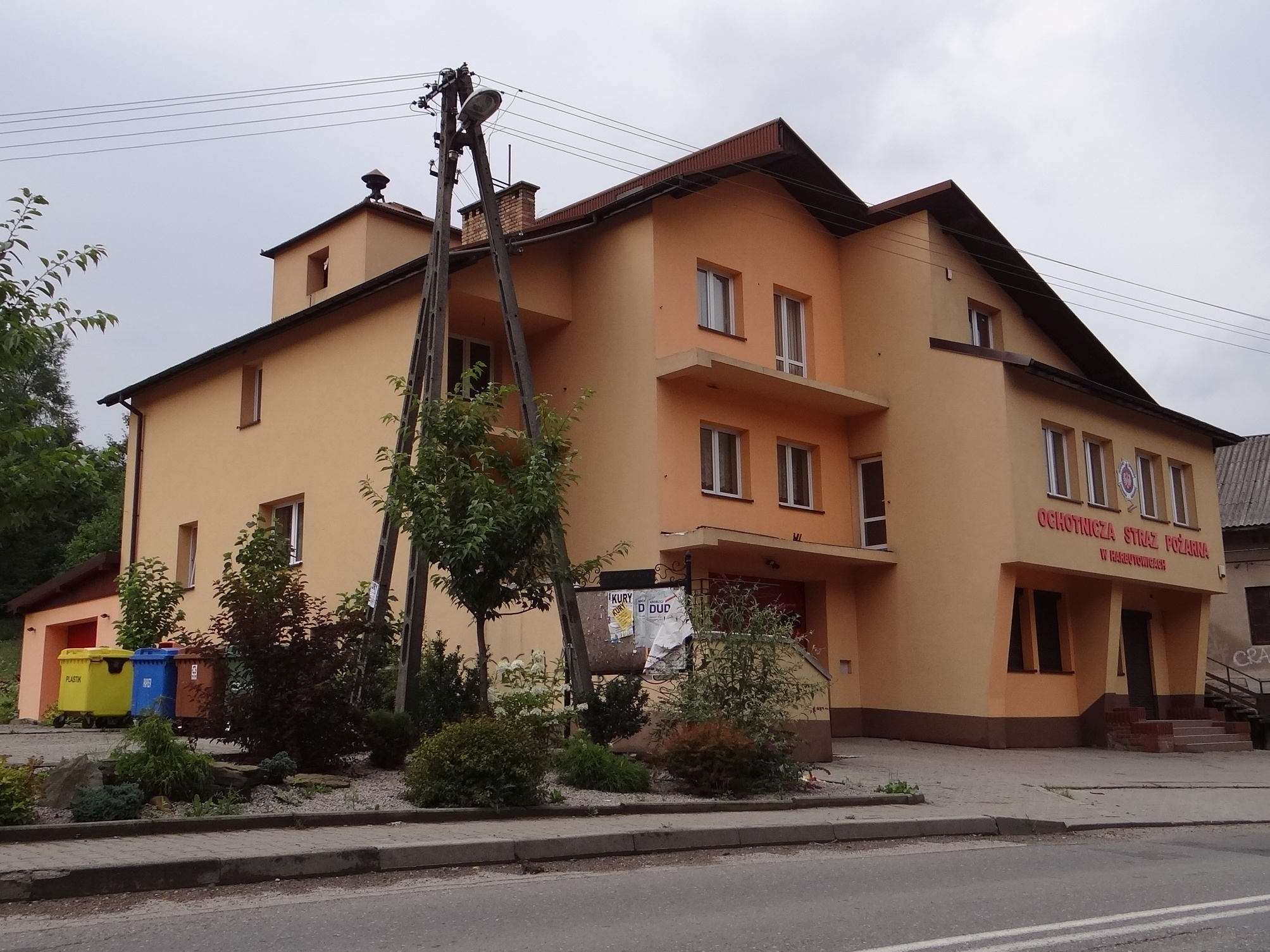
Remiza strażacka
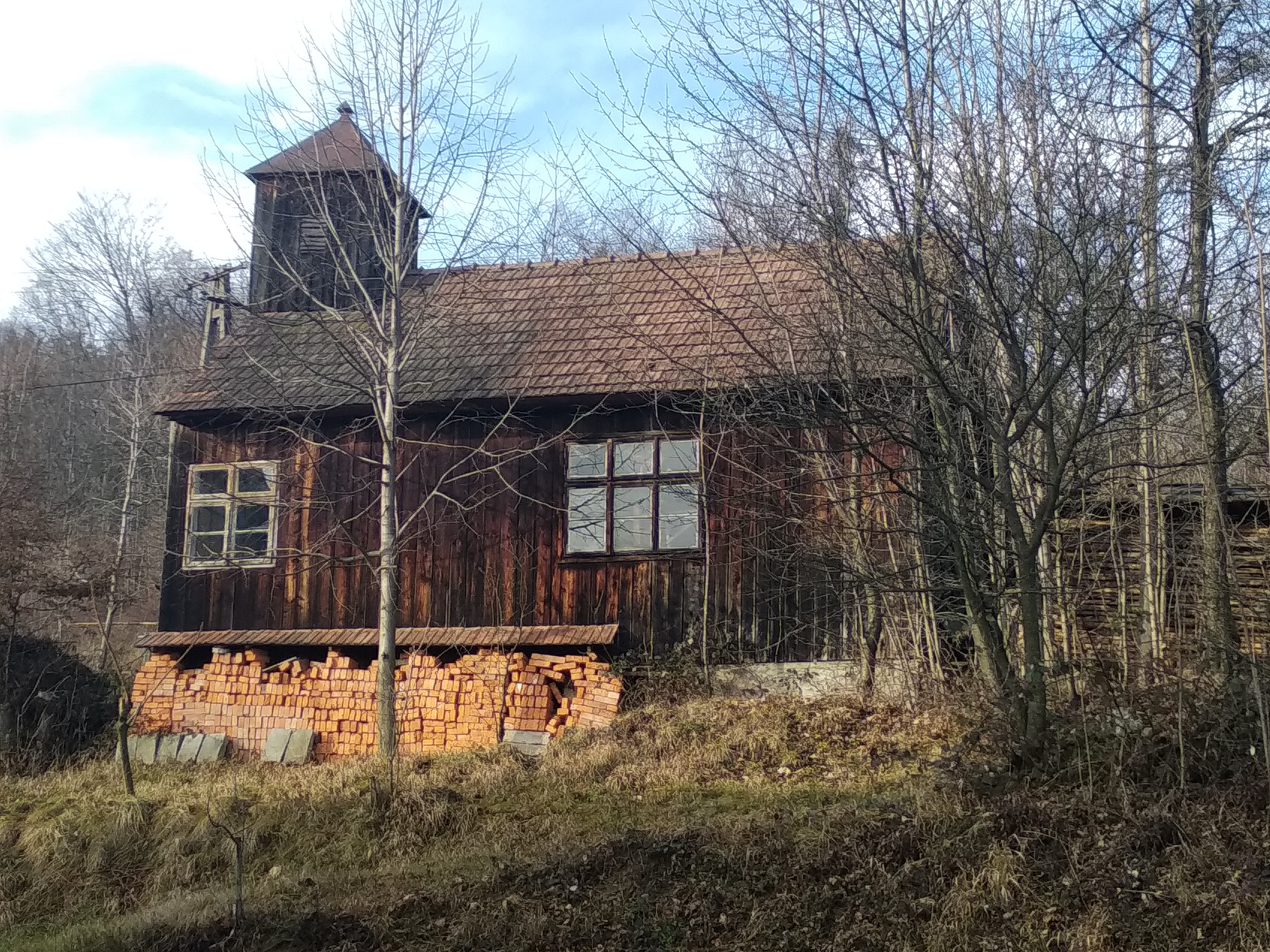
Zabytkowa remiza strażacka na roli Pieronówka
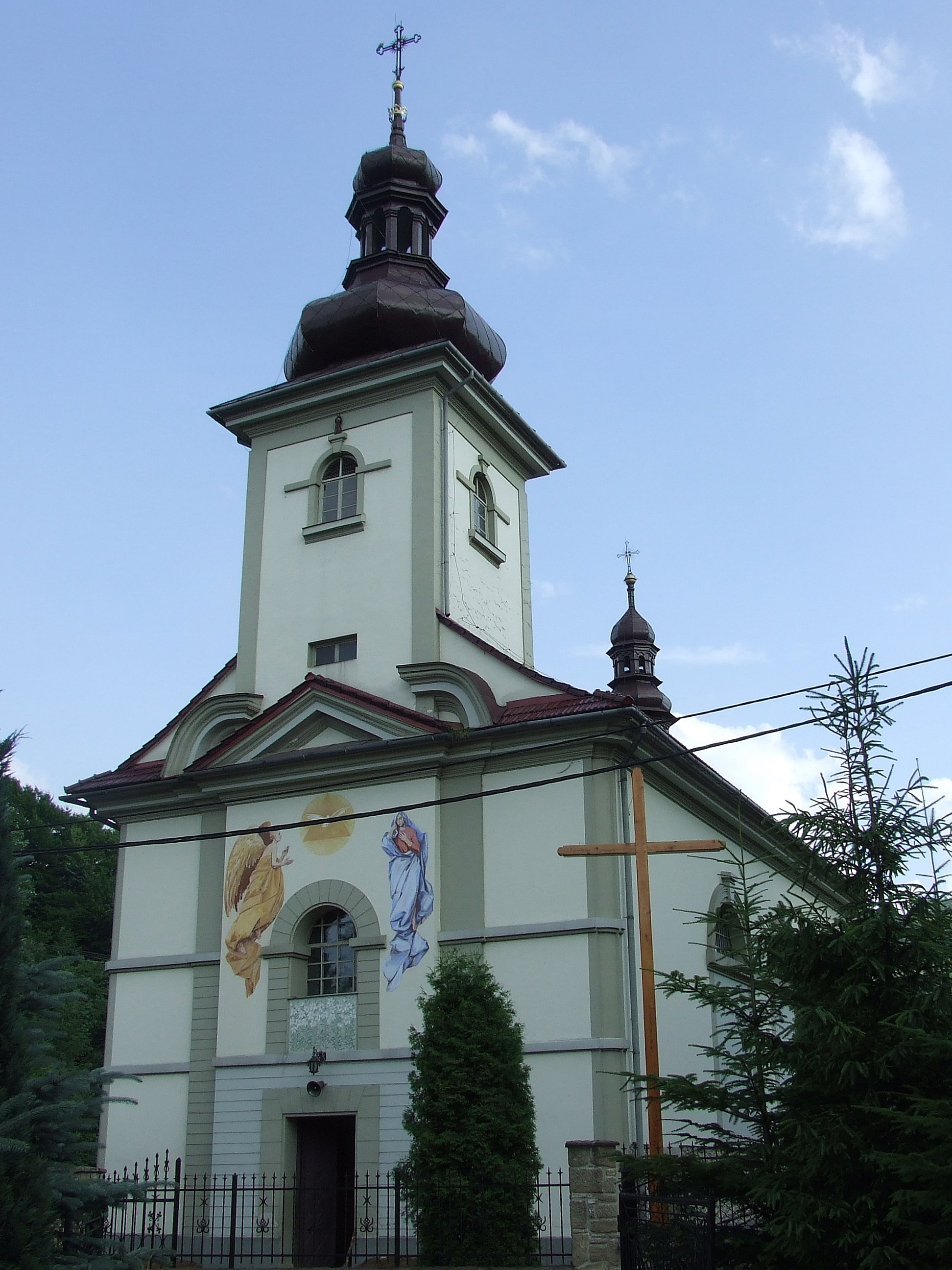
Kościół parafii rzymskokatolickiej z 1828 roku
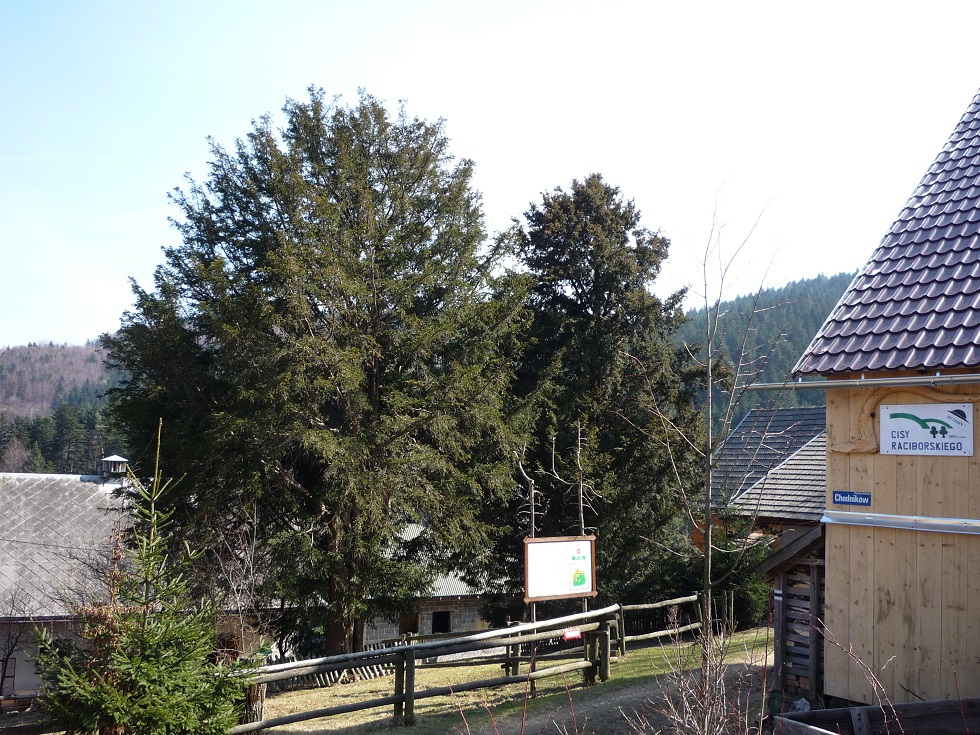
Cisy – jedne z najstarszych w Polsce